# Strada statale 444 del Subasio
La ex strada statale 444 del Subasio (SS 444), ora strada regionale 444 del Subasio (SR 444), è una strada regionale italiana che attraversa il territorio della provincia di Perugia.

## Percorso
La strada ha origine nel centro abitato di Gualdo Tadino, in un tratto ormai dismesso dalla strada statale 3 Via Flaminia. Il percorso procede uscendo dal centro abitato in direzione ovest, incrociando il nuovo tracciato della stessa SS 3 e deviando poco dopo, in località Cerqueto, in direzione sud. La strada a questo punto sale lentamente di altitudine, attraversando diverse frazioni del territorio gualdese (Pastina, Grello, Osteria di Morano) ed arrivando al valico di Monte Mezzo (820 m s.l.m.) nel comune di Valfabbrica.
Da qui la strada ridiscende lentamente entrando nel territorio comunale di Assisi e nel parco del Monte Subasio, terminando il suo percorso nel centro cittadino, innestandosi sulla ex strada statale 147 di Assisi.
In seguito al decreto legislativo n. 112 del 1998, dal 2001, la gestione è passata dall'ANAS alla Regione Umbria che ha poi ulteriormente devoluto le competenze alla Provincia di Perugia mantenendone comunque la titolarità. La segnaletica indica ancora oggi la denominazione di strada statale.
Al km. 30 (nei pressi di Porta Perlici ad Assisi) la strada è stata dotata (dall'ANAS) di sensori per il censimento della circolazione (oggi "osservatorio del traffico").

## Curiosità
Alcune delle località attraversate dalla SS 444 (in ispecie nei comuni di Assisi e Valfabbrica) sono quelle in cui a fine Ottocento, secondo le testimonianze popolari, si nascose il noto bandito detto Cinicchia con la finalità sfuggire alla prigione.
Per una consistente parte (quella finale, fino ad Assisi) la SS 444 costeggia il fiume Tescio, affluente del Chiascio da cui si separa nei pressi della Porta Perlici per fare ingresso ad Assisi. In località Pian della Pieve il nuovo tracciato attraversa al Tescio laddove sorgeva una volta il Ponte Grande (recentemente riqualificato dal comune di Assisi), che dà il nome alla località al centro della valle del Tescio.
La strada costituisce l'unica via di collegamento di molte località rurali come Paradiso di Assisi, Porziano, San Presto.